# Lipovany
Lipovany (in ungherese Romhánypuszta, in tedesco Ruhmann) è un comune della Slovacchia facente parte del distretto di Lučenec, nella regione di Banská Bystrica.